# Digital konstitutionalism
Digital konstitutionalism är ett koncept som framträtt i forskning om den digitala teknologins inverkan på konstitutionella värden och principer. Digital konstitutionalism har inte en enstämmig definition, utan har beskrivits som en rörelse och en ideologi. Konceptet har uppträtt under den digitala revolutionen som karaktäriserat 2000-talets början. 
Flera olika akademiska discipliner producerar forskning inom området, bland dessa juridik, kommunikationsstudier, filosofi och statsvetenskap. Forskningen behandlar verktyg och aktörer inblandade i främjandet av konstitutionella värden och principer i den digitala tidsåldern.